# Římská zbroj

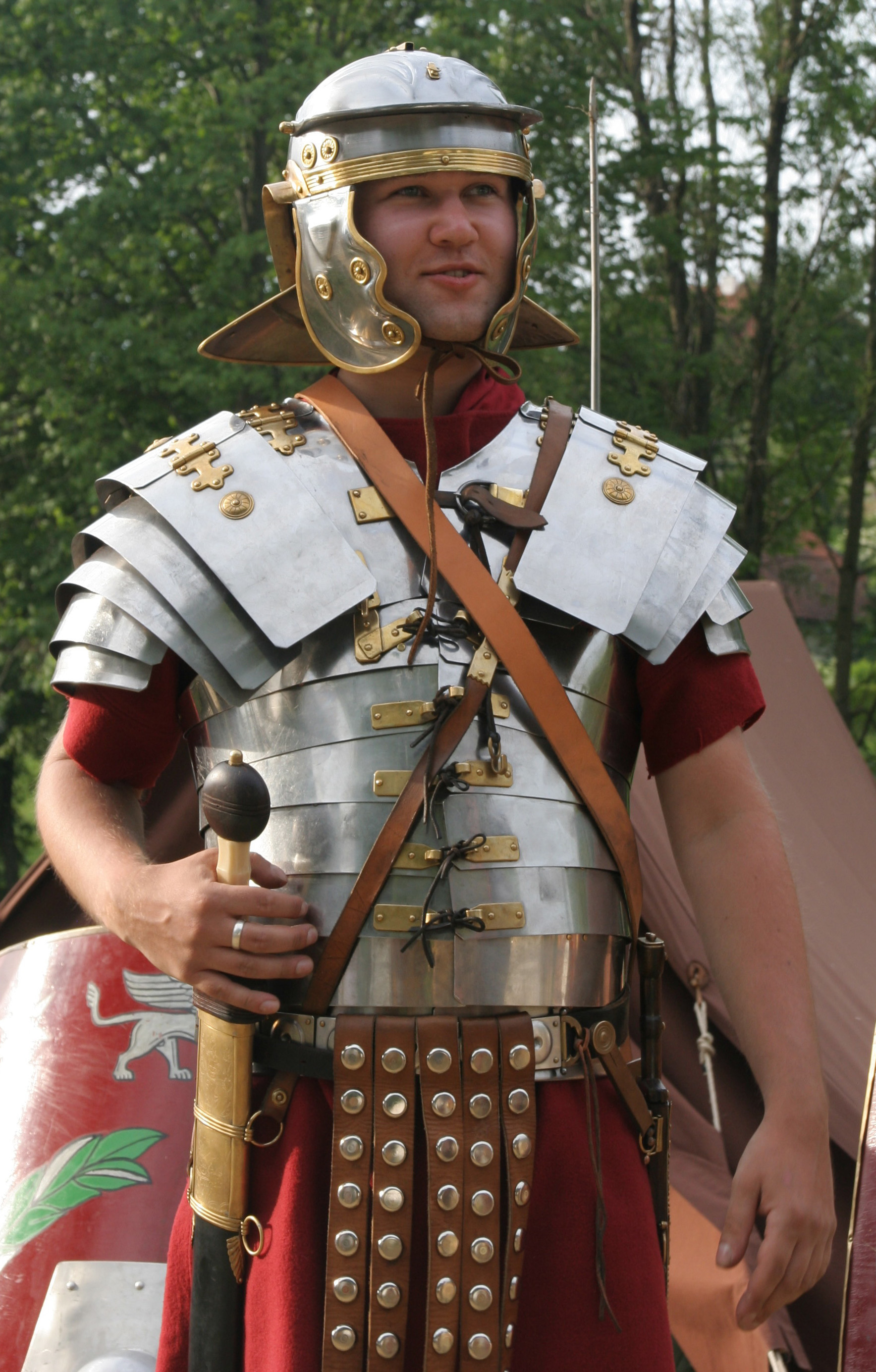
Římský legionář ve zbroji zvané lorica segmentata, na hlavě je přilba galea s lícnicemi a týlním štítkem

Římská zbroj je označení typické vojenské zbroje ve výstroji římských legií z období přibližně mezi 2. stoletím př. n. l. a 3. stoletím n. l. Pomocné sbory římských legií byly často hůře vyzbrojené.

## Legionář

### Základní výstroj
Základním oděvem legionáře, který měl voják na sobě v boji, při práci i odpočinku, byla tunika s krátkými rukávy nebo bez nich; pod ni si bylo možno případně obléct přiléhavý nátělník.
K ochraně před nepohodou sloužilo sagum, volný plášť z hrubé vlněné látky v tmavších odstínech červené až hnědé barvy, který se spínal na pravém rameni. Sagum bylo součástí uniformy, před bojem i prací se však odkládalo. Běžnou obuví vojínů a poddůstojníků, ba i centurionů byly caligae, hrubé, ale pevné boty kryjící nárt a uvazované řemeny nad kotníky nebo i výše. Podešve měly pobité cvočky, aby déle vydržely. Častý je však i calceus, lehčí sandál sahající nad kotníky.
V zimním období si vojáci, zvláště v severnějších zaalpských krajinách, oblékali teplejší plášť, paenulu nebo lacernu. Po vzoru některých pomocných jednotek, které se rekrutovaly z Galie a Germánie, se také do legií rozšířilo nošení přiléhavých kožených nohavic sahajících pod kolena. Na ochranu proti mrazu si vojáci museli dávat do bot kožešinu nebo vlněnou plsť, popřípadě si nohy balili až ke kolenům do jakýchsi ovinovaček. K výbavě vojáka patřil ještě opasek, který však nesměli nosit nováčci.

### Základní výzbroj

#### Kopí
Každý legionář s sebou nosil celkem dvě kopí (pila, singulár pilum). Jedno lehčí, druhé těžší.
Lehčí se používalo jako oštěp a legionáři ho vrhali na nepřítele před srážkou s jeho formací. Tato zbraň se však dala jednoduše sebrat a hodit zpět. Římské legionářské oštěpy proto byly speciálně upravené tak, aby za tvrdou kalenou špicí na prorážení zbroje nepřátel ihned následoval kov měkčí. Hrot byl celkově dlouhý a úzký (7-9 mm), co mu dávalo velké průřezové zatížení a tudíž i průbojnost. Po dopadu na štít nepřítele byl štít proražen a současně se hrot kopí ohnul, takže nepřítel proti římským vojákům už nemohl použít nejenom samotný oštěp, ale musel také zahodit štít, který byl kvůli uvázlému pilu takřka neovladatelný.[zdroj?] Po bitvě se tyto oštěpy sbíraly a římští řemeslníci je narovnávali pro další boj.
Těžší kopí (pilum) legionáři používali ke klasickému kontaktnímu boji, popřípadě se dalo i vrhat.

#### Gladius
Gladius byl krátký meč o délce zhruba 55 cm, který legionáři užívali zejména jako bodnou zbraň. Jeho použití bylo jednoduché, což Římanům v případě nutnosti dovolovalo vycvičit vojáky v relativně krátkém čase. V pozdějších dobách začínal být vytlačován delšími meči (jakým byl např. spatha - původně římský jezdecký meč, ze kterého se později v raném středověku vyvinul rytířský meč). Dal také vzniknout názvu pro bojovníky v arénách, gladiátory.

#### Dýka
Dýka neboli pugio byla krátká dýka slzovitého tvaru, kterou legionáři užívali jak v boji, tak k běžné denní potřebě.

## Zbroj
Ochrannou výzbrojí byla přilba, pancíř a štít.

### Přilba
Galea měla prostý polokulovitý tvar, vpředu poněkud protáhlé štítky (lícnice) a vzadu další, na ochranu čela a týlu; po stranách chrániče skrání a lící. Na jejím vrcholu byl otvor nebo prstenec k nasazení chocholu. Tento typ přilby vycházel z přileb řeckých a zejména keltských.

### Ochrana těla
Již od 4. století př. n. l. byl součástí zbroje římských legionářů šupinový pancíř neboli lorica squamata, který Římané převzali (stejně jako o něco později kroužkový pancíř zvaný lorica hamata) od Keltů během bojů v Itálii. V římském vojsku používala loricu squamatu především jízda, v menší míře i pěchota (spíše loricu hamatu), především pak centurioni a praporečníci.
Běžným typem pancíře legionáře byla v době od 1. do začátku 4. století tzv. lorica segmentata neboli lamelový pancíř, složený z prsních a zádových plátů, z kovových pásků kryjících ramena a podobných pásů obepínajících dolní část hrudi až po pás. Tyto kovové pásy bývaly připevněné na kůži nebo na silném plátně a složené tak, aby dovolovaly volný pohyb. K ochraně citlivých partií sloužily vojákům jednoduché kožené nebo kovem vyztužené pásky visící od opasku, důstojníkům kovové plátky připevněné v jedné nebo dvou řadách, podle hodnosti, ke krátké suknici.

### Štít
Scutum byl dřevěný štít obdélníkového tvaru (120x75 cm). Tvořily ho vrstvené a lepené dřevěné pásy, což mu dodávalo nejen pevnost a pružnost, ale i oblý a vypouklý tvar. Vnější stranu pokrývala surová kůže, hrany byly zpevněny plechem. Kovová puklice uprostřed štítu plnila určitou roli v boji a současně tvořila střed nejrůznějších kovových i malovaných ornamentů a legionářských emblémů, které vnější stranu štítu pokrývaly.

### Důstojníci
Oděv důstojníků se lišil od oblečení prostých vojáků spíš jen kvalitou a upraveností látky. Na tunikách měli odznaky svého stavu – příslušníci jezdeckého stavu úzký nachový pruh, kdežto senátoři široký.
Vojevůdcovským pláštěm bylo nachové paludamentum. Vysocí důstojníci a pretoriáni dávali přednost umělečtějším pancířům šupinovým, setkat se bylo možno i s drátěnou košilí. Velitelé a císaři nosili pevný pancíř zvaný lorica musculata, tepáním vymodelovaný na tělo a někdy bohatě zdobený.